# Sphaerista
Sphaerista is een geslacht van wantsen uit de familie van de Tingidae (Netwantsen). Het geslacht werd voor het eerst wetenschappelijk beschreven door Kiritshenko in 1951.

## Soorten
Het genus bevat de volgende soorten:

- Sphaerista emeljanovi Kerzhner, 1964
- Sphaerista paradoxa (Jakovlev, 1880)
- Sphaerista xinganicus Qi & Nonnaizab, 1991